# نسبت طلایی

توصیف عدد طلایی برحسب پاره‌خط‌ها، نسبت a+b به a برابر با نسبت a به b است.

مستطیل طلایی با طول a و عرض b در مجاورت مربعی با اضلاع a است که هردو با هم تشکیل مستطیل بزرگتر را داده که مشابه مستطیل قرمز کوچکتر است. مستطیل بزرگ دارای طول a+b و عرض a است. این نسبت‌ها را بدین صورت نیز می‌توان بیان نمود:.

در ریاضیات، دو کمیت دارای نسبت طلایی (به انگلیسی: Golden Ratio) اند اگر نسبت آن‌ها برابر با نسبت جمع‌شان به کمیت بزرگ‌تر باشد. می‌توان این خاصیت را برای زمانی که {\displaystyle a>b>0} باشد، به‌صورت جبری زیر بیان نمود:
{\displaystyle {\frac {a+b}{a}}={\frac {a}{b}}\ {\stackrel {\text{def}}{=}}\ \varphi }
که در آن حرف فی یونانی ({\displaystyle \varphi } یا {\displaystyle \phi })، نمایانگر نسبت طلایی است. این نسبت عدد گنگی است که جوابی برای معادله مربعی {\displaystyle x^{2}-x-1=0} نیز می‌باشد، جواب مورد نظر معادله مذکور بدین صورت است:
{\displaystyle \varphi ={\frac {1+{\sqrt {5}}}{2}}=1.618033\ldots }
نسبت طلایی را میانگین طلایی (Golden Mean) یا مقطع طلایی (Golden Section) (از لاتین: sectio aurea) نیز می‌نامند. نام‌های دیگری شامل این موارد نیز استفاده می‌گردند: نسبت غایی و میانگین (Extreme and Mean Ratio), مقطع میانی (Medial Section)، نسبت الهی (Divine Section) (لاتین: sectio divina)، تناسب طلایی (Golden Proportion)، برش طلایی (Golden Cut), و عدد طلایی (Golden Number).
ریاضی‌دانان از زمان اقلیدس به مطالعه خواص نسبت طلایی پرداخته‌اند، خواصی چون ظاهر آن در ابعاد یک پنج‌ضلعی و در مثلث طلایی که می‌توان آن را به یک مربع و مستطیل کوچک‌تری با همان نسبت ابعادی برش داد. نسبت طلایی در تحلیل تناسب اشیاء طبیعی و همچنین سامانه‌های مصنوعی ساخت انسان چون بازارهای مالی، و در برخی موارد برازش با داده‌های مشکوک نیز به کار گرفته شده‌است. نسبت طلایی در برخی از الگوهای طبیعی شامل آرایش مارپیچ‌گونهٔ برگ‌ها و سایر اجزای گیاهان نیز پدیدار می‌گردد.
برخی از هنرمندان و معماران قرن بیستم شامل لو کوربوزیه و سالوادور دالی، آثارشان را در تناسب تقریبی با نسبت طلایی قرار داده و معتقدند که این مسئله موجب بالارفتن جنبه زیباشناختی آثارشان می‌گردد. این‌گونه کاربردها اغلب به فرم مستطیل طلایی ظاهر شده که در آن نسبت طول بزرگتر به کوچک‌تر برابر با نسبت طلایی است.

## محاسبه

حرف یونانی فی، نماد نسبت طلایی. اغلب حرف کوچک (φ یا) استفاده می‌شود، برخی مواقع از حرف بزرگ نیز جهت نمایش معکوس نسبت طلایی استفاده می‌کنند.

دو کمیت a و b را نسبت طلایی {\displaystyle \phi } نامند اگر:
{\displaystyle {\frac {a+b}{a}}={\frac {a}{b}}=\varphi .}
یک روش جهت یافتن مقدار {\displaystyle \phi }، این است که از کسر سمت چپ شروع کرده و با ساده سازی و جایگزینی {\displaystyle {\tfrac {b}{a}}={\tfrac {1}{\phi }}} به عبارت زیر برسیم:
{\displaystyle {\frac {a+b}{a}}={\frac {a}{a}}+{\frac {b}{a}}=1+{\frac {b}{a}}=1+{\frac {1}{\varphi }}.}
ازین رو خواهیم داشت:
{\displaystyle 1+{\frac {1}{\varphi }}=\varphi .}
که با ضرب {\displaystyle \varphi } معادله زیر را می‌دهد:
{\displaystyle \varphi +1=\varphi ^{2}}
که با بازآرایی تبدیل به این عبارت می‌گردد:
{\displaystyle {\varphi }^{2}-\varphi -1=0.}
با استفاده از فرمول مربعی، دو جواب به‌دست می‌آیند:
{\displaystyle {\frac {1+{\sqrt {5}}}{2}}=1.618033\dots } and {\displaystyle {\frac {1-{\sqrt {5}}}{2}}=-0.618033\dots .}
چون {\displaystyle \varphi } نسبتی بین دو کمیت مثبت است، پس کمیتی مثبت می‌باشد:
{\displaystyle \varphi =1.61803,39887,49894,84820,45868,34365,63811,7\cdots }

## تاریخچه
به گفته ماریو لیویو:
برخی از بزرگترین ذهن‌های ریاضیاتی تمام اعصار، از فیثاغورس گرفته تا اقلیدس در یونان باستان، تا ریاضیدان قرون وسطای ایتالیایی، لئوناردو فیبوناچی و منجم عصر رنسانس یوهانس کپلر، تا شخصیت‌های علمی عصر حاضر همچون فیزیکدان آکسفورد، راجر پنروز، ساعت‌های بی‌پایانی را بر روی این نسبت ساده و خواصش سپری کرده‌اند. … زیست‌شناسان، هنرمندان، موسیقی‌دانان، تاریخ‌دانان، معماران، روان‌شناسان و حتی عارفان، در مورد ماهیت همه‌جا حاضر بودن و زیبایی این نسبت اندیشه کرده و در موردش به مباحثه پرداخته‌اند. در حقیقت، می‌توان گفت که هیچ عددی در طول تاریخ ریاضیات همچون نسبت طلایی، ملهِم متفکران تمام رشته‌های علمی نبوده‌است.— «نسبت طلایی: داستان فی، حیرت‌انگیزترین عدد جهان»
ریاضی‌دانان یونان باستان اولین کسانی بودند که آن چیزی که امروز به نسبت طلایی می‌شناسیم را به دلیل حضور فراوانش در هندسه مورد مطالعه قرار دادند؛ تقسیم خط به «نسبت میانگین و غایی» (مقطع طلایی)، درهندسه ستاره پنج‌پر و پنج‌ضلعی‌ها واجد اهمیت است. براساس یک روایت، ریاضیدان قرن پنج پیش از میلاد به نام هیپاسوس کشف نمود که نسبت طلایی نه یک عدد صحیح است و نه گویا (بلکه یک عدد گنگ است)، این امر موجب شگفتی فیثاغورسیان گشت. کتاب «اصول اقلیدس» (حدود ۳۰۰ قبل از میلاد)، چندین گزاره و اثبات‌های آن را به نسبت طلایی اختصاص داده و اولین تعریف شناخته شده از آن را بیان نموده‌است:
گویند یک خط راست به نسبت غایی و میانگین تقسیم‌بندی شده، هرگاه نسبت کل خط به قسمت بزرگتر برابر با نسبت بخش بزرگتر به کوچکتر باشد.

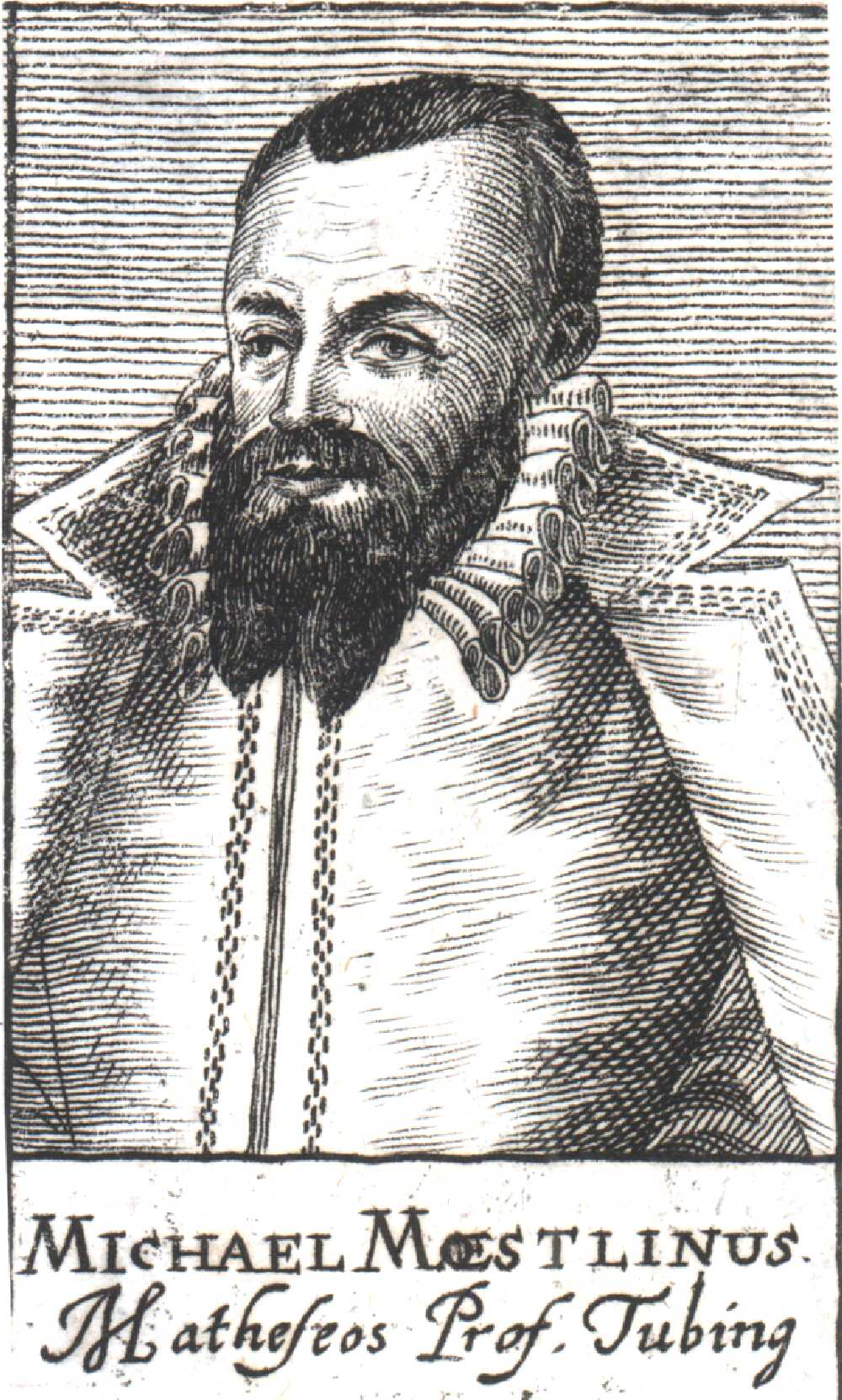
مایکل مستلین، اولین کسی بود که تخمینی در مبنای ده برای این نسبت ارائه نمود.

نسبت طلایی طی هزاره بعدی به عنوان موضوعی حاشیه‌ای و غیر مهم مورد مطالعه قرار گرفت. ابوکامل (حدود ۸۵۰ تا ۹۳۰ میلادی) این نسبت را جهت محاسبات هندسی پنج‌ضلعی‌ها و ده‌ضلعی‌ها به کار برد؛ نوشتجات او الهام‌بخش فیبوناچی بود (لئوناردو از پیزا) (در حدود ۱۱۷۰ تا ۱۲۵۰)، که از این نسبت در مسائل هندسی مرتبط با آن استفاده نمود، گرچه که هیچگاه بین آن‌ها و دنباله عددی که اکنون به نام خودش معروف‌اند، ارتباطی ایجاد نکرد.
لوکا پاچیولی کتاب خود را با نام در باب تناسب الهی (۱۵۰۹ میلادی) را بر اساس همین نسبت نامگذاری نمود، این کتاب خواص این نسبت همچون ظهور آن در برخی از اجسام افلاطونی را نیز در بر می‌گرفت. لئوناردو داوینچی، که کتاب مذکور را تصویر آرایی نمود، از این نسبت، sectio aurea (به معنی «مقطع طلایی») یاد نمود. ریاضی‌دانان قرن ۱۶م میلادی چون رافائل بومیلی، برخی از مسائل هندسی را با کمک این نسب حل نمودند.
ریاضی‌دان آلمانی به نام سیمون جیکوب (فوت در ۱۵۶۴ میلادی) خاطر نشان می‌سازد که اعداد فیبوناچی پیاپی، به نسبت طلایی میل می‌کنند (یعنی نسبت اعداد فیبوناچی پشت سرهم)؛ این حقیقت مجدداً توسط یوهانس کپلر در ۱۶۰۸ میلادی کشف شد. اولین تخمین در مبنای ده از معکوس نسبت طلایی، در سال ۱۵۹۷ میلادی توسط مایکل مستلین از دانشگاه توبینگن، در قالب نامه‌ای به دانش‌آموز گذشتهٔ خود به نام کپلر، به صورت «حدوداً ۰٫۶۱۸۰۳۴۰» بیان شد. در همان سال، کپلر به مستلین از مثلث کپلر نامه نوشت و در آن نسبت طلایی را با قضیه فیثاغورس ترکیب نمود. کپلر اینگونه می‌نویسد:
هندسه دو گنجینه بزرگ دارد: یکی از آن‌ها قضیه فیثاغورس است، دیگری تقسیم خط به دو نسبت غایی و میانگین است. اولین قسمت را می‌توانیم به توده‌ای از طلا مقایسه کنیم، دومی را می‌توان نوعی جواهر قیمتی در نظر گرفت.
ریاضی‌دانان قرن ۱۸م میلادی به نام‌های ابراهام دو مواور، دانیل برنولی، و لئونارد اویلر از فرمولی بر مبنای نسبت طلایی استفاده نمودند که مقدار عدد فیبوناچی را بر پایه موقعیتش در دنباله به‌دست می‌آورد؛ در ۱۸۴۳ میلادی، این حقیقت توسط جکوئس فیلیپ ماری بینت، مجدداً کشف شد و از همین رو این فرمول به «فرمول بینت» (Binet's Formula) معروف شد. مارتین اهم، اولین کسی بود که از اصطلاح آلمانی goldener Schnitt (به معنی «مقطع طلایی») جهت توصیف این نسبت در ۱۸۳۵ میلادی استفاده نمود. جیمز سولی در سال ۱۸۷۵ میلادی از اصطلاح انگلیسی معادلی برای آن استفاده نمود.
در ۱۹۱۰ میلادی، ریاضی‌دانی به نام مارک بار، شروع به استفاده از الفبای یونانی فی «{\displaystyle \varphi }»، به عنوان نمادی برای نسبت طلایی نمود. همچنین این عدد با نماد {\displaystyle \tau } (تاو)، حرف اول کلمه ای از یونان باستان (τομή به معنای «برش» یا «مقطع») نیز نمایش داده شده.
راجر پنروز، بین سال‌های ۱۹۷۳ و ۱۹۷۴ میلادی، کاشی‌کاری پنروز را توسعه داد که الگویی مرتبط با نسبت طلایی است، هم از نظر نسبت مساحت‌های دو کاشی لوزی شکل آن و همچنین از نظر فراوانی نسبی‌شان در الگو. کاشی‌کاری پنروز منجر به کشف شبه‌کریستال‌ها توسط دن شختمن در اوایل دهه ۱۹۸۰ میلادی شد، برخی از این شبه‌بلورها از خود تقارن بیست‌وجهی بروز می‌دهند.

## طبیعت
لئوناردو دا وینچی اولین کسی بود که نسبت دقیق استخوان‌های انسان را اندازه‌گیری نمود و ثابت کرد که این تناسبات با ضریب عدد طلایی هستند.
کپلر (Johannes Kepler 1571-1630) منجم معروف نیز علاقه بسیاری به نسبت طلایی داشت بگونه‌ای که در یکی از کتاب‌های خود این‌گونه نوشت: «هندسه دارای دو گنج بسیار با اهمیت می‌باشد که یکی از آن‌ها قضیه فیثاغورث و دومی رابطه تقسیم یک پاره خط با نسبت طلایی می‌باشد. اولین گنج را می‌توان به طلا و دومی را به جواهر تشبیه کرد». تحقیقاتی که کپلر راجع به مثلثی که اضلاع آن به نسبت اضلاع مثلث مصری باشد به حدی بود که امروزه این مثلث به مثلث کپلر نیز معروف می‌باشد.

## نسبت طلایی در طبیعت
نسبت طلایی به صورت نامحدود در جاهای مختلف استفاده شده‌است و در واقع کسی نمی‌تواند میزان آن‌ها را حساب کند. اغلب می‌توان اعداد فیبوناچی را به تعداد معین در طبیعت پیدا کرد که مطالعه در نحوه رشد گیاهان گوناگون یکی از چیزهایی است که می‌توان نسبت طلایی را مشاهده کرد. بیشتر هنرمندان به همین دلیل از نسبت طلایی در طراحی‌های خود استفاده می‌کنند. چند نمونه از نسبت طلایی در طبیعت را در زیر معرفی کرده‌ایم:
- میوه و دانه‌های آن و سبزیجات: اگر کمی به مرکز دانه‌ها توجه کنید و روند تعدادی مارپیچ را دنبال کنید به یکی از اعداد فیبوناچی خواهید رسید. به عنوان مثال اگر تعداد مارپیچ‌های به کار رفته در دانهٔ آفتابگردان را بشمرید به عدد پی در دنبالهٔ فیبوناچی خواهید رسید. همچنین می‌توان الگوریتم این مارپیچ‌ها را در کلم، کاهو و آناناس نیز مشاهده کرد.
- گل‌ها و شاخه‌های درختان: گیاهان و شاخه‌های درختان جزو مواردی هستند که به راحتی می‌توانید نسبت طلایی را در آن‌ها مشاهده کنید. اگر به روند رشد یک درخت در طولانی مدت نگاه کنید، مسیر رشد یک دنباله فیبوناچی را تشکیل می‌دهد. برای گل‌ها نیز این چنین است و اگر تعداد گلبرگ‌های یک گل را بشمارید، غالباً تعداد کل را به عنوان یکی از اعداد در دنباله فیبوناچی خواهید دید. نمونهٔ بارز آن نیز گلبرگ‌های گل رز است.
- آناتومی بدن انسان: اگر به خود در آینه نگاه کنید این نسبت را درک خواهید کرد. در بدن انسان این تقسیم‌بندی به درستی اجرا شده‌است و حتی در مولکول‌های DNA نیز وجود دارد و در هر مارپیچ از DNA این میزان کاملاً قابل اندازه‌گیری است.

## ارجاعات
1. 1 2  "Compendium of Mathematical Symbols". Math Vault (به انگلیسی). 2020-03-01. Retrieved 2020-08-10.
2. ↑  Weisstein, Eric W. "Golden Ratio". mathworld.wolfram.com (به انگلیسی). Retrieved 2020-08-10.
3. 1 2   A001622
4. ↑  Livio 2003, pp. 3, 81.
5. ↑  Dunlap, Richard A. , The Golden Ratio and Fibonacci Numbers, World Scientific Publishing, 1997
6. ↑  Euclid, Elements, Book 6, Definition 3.
7. ↑  Summerson John, Heavenly Mansions: And Other Essays on Architecture (New York: W.W. Norton, 1963) p.  37. "And the same applies in architecture, to the rectangles representing these and other ratios (e.g. the 'golden cut'). The sole value of these ratios is that they are intellectually fruitful and suggest the rhythms of modular design."
8. ↑  Jay Hambidge, Dynamic Symmetry: The Greek Vase, New Haven CT: Yale University Press, 1920
9. ↑  William Lidwell, Kritina Holden, Jill Butler, Universal Principles of Design: A Cross-Disciplinary Reference, Gloucester MA: Rockport Publishers, 2003
10. 1 2  Pacioli, Luca. De divina proportione, Luca Paganinem de Paganinus de Brescia (Antonio Capella) 1509, Venice.
11. ↑  Strogatz, Steven (September 24, 2012). "Me, Myself, and Math: Proportion Control". The New York Times.
12. ↑  Weisstein, Eric W. "Golden Ratio Conjugate". MathWorld.
13. ↑  Livio 2003, p. 6.
14. ↑  Livio 2003, p. 4: "... line division, which Euclid defined for … purely geometrical purposes ..."
15. ↑  Livio 2003, pp. 7–8.
16. ↑  Livio 2003, pp. 4–5.
17. ↑  Livio 2003, p. 78.
18. ↑  Hemenway, Priya (2005). Divine Proportion: Phi In Art, Nature, and Science. New York: Sterling. pp. 20–21. ISBN 978-1-4027-3522-6.
19. ↑  Livio 2003, p. 3.
20. ↑  Richard Fitzpatrick (translator) (2007). Euclid's Elements of Geometry. p. 156. ISBN 978-0-615-17984-1. {{cite book}}: |author= has generic name (help)
21. ↑  Livio 2003, pp. 88–96.
22. ↑  Livio 2003, pp. 131–132.
23. ↑  Baravalle, H. V. (1948). "The geometry of the pentagon and the golden section". Mathematics Teacher. 41: 22–31.
24. ↑  Livio 2003, p. 141.
25. ↑  Schreiber, Peter (1995). "A Supplement to J. Shallit's Paper "Origins of the Analysis of the Euclidean Algorithm"". Historia Mathematica. 22 (4): 422–424. doi:10.1006/hmat.1995.1033.
26. ↑  Livio 2003, pp. 151–152.
27. ↑  "The Golden Ratio". The MacTutor History of Mathematics archive. Retrieved 2007-09-18.
28. ↑  Fink, Karl; Beman, Wooster Woodruff; Smith, David Eugene (1903). A Brief History of Mathematics: An Authorized Translation of Dr. Karl Fink's Geschichte der Elementar-Mathematik (2nd ed.). Chicago: Open Court Publishing Co. p. 223.
29. ↑  Weisstein, Eric W. "Binet's Fibonacci Number Formula". MathWorld.
30. ↑  Herz-Fischler, Roger (1987). A Mathematical History of Division in Extreme and Mean Ratio. Wilfrid Laurier University Press. ISBN 978-0-88920-152-1.
31. ↑  Posamentier, Alfred S.; Lehmann, Ingmar (2011). The Glorious Golden Ratio. Prometheus Books. p. 8. ISBN 978-1-61614-424-1.
32. ↑  Posamentier, Alfred S.; Lehmann, Ingmar (2011). The Glorious Golden Ratio. Prometheus Books. p. 285. ISBN 978-1-61614-424-1.
33. ↑  Cook, Theodore Andrea (1914). The Curves of Life. London: Constable and Company Ltd. p. 420.
34. ↑  Barr, Mark (1929). "Parameters of beauty". Architecture (NY). Vol. 60. p. 325. Reprinted: "Parameters of beauty". Think. Vol. 10–11. International Business Machines Corporation. 1944.
35. ↑  Livio 2003, p. 5.
36. ↑  Weisstein, Eric W. "Golden Ratio". MathWorld.
37. ↑  Gardner, Martin (2001). The Colossal Book of Mathematics: Classic Puzzles, Paradoxes, and Problems. W.W. Norton & Company. pp. 77, 88. ISBN 978-0-393-02023-6.
38. ↑  Gerlin, Andrea (October 5, 2011). "Tecnion's Shechtman Wins Nobel in Chemistry for Quasicrystals Discovery". Bloomberg. Archived from the original on December 5, 2014. Retrieved January 4, 2019.
39. ↑  Jaric, Marko V. (2012), Introduction to the Mathematics of Quasicrystals, Elsevier, p. x, ISBN 978-0-323-15947-0, Although at the time of the discovery of quasicrystals the theory of quasiperiodic functions had been known for nearly sixty years, it was the mathematics of aperiodic Penrose tilings, mostly developed by Nicolaas de Bruijn, that provided the major influence on the new field.
40. ↑  Livio 2003, pp. 203–209.
41. ↑  Goldman, Alan I.;  et al. (1996). "Quasicrystalline Materials". American Scientist. 84 (3): 230–241.